# Edition Kirchhof & Franke
Die Edition Kirchhof & Franke GbR ist ein seit 1998 bestehender Wissenschaftsverlag mit Sitz in Leipzig und Berlin. Sein Veröffentlichungsspektrum liegt im Bereich aktueller geisteswissenschaftlicher Literatur. Er ist ein rein fachwissenschaftlicher Verlag, dessen Angebot von klassischen Printprodukten bis zu elektronischen bzw. digitalen Publikationen reicht. Seine Veröffentlichungsreihe firmiert unter dem Titel „EKF Wissenschaft“. Darüber hinaus bietet er Layout- und Satzarbeiten an.

## Fachgebiete
Die Fachgebiete des Verlages sind:
- Theologie
- Religionswissenschaft
- Zeitgeschichte
- Regionalgeschichte
- Stadtforschung
- Politikwissenschaft
- Philosophie
- Soziologie
- Skandinavistik
- Literaturwissenschaft
- Linguistik
- Pädagogik